# Radioåret 1954

## Händelser

### Januari
- 30 januari - I Sverige testas den första svenska transistorradion.

### December
- 20 december - Barnserien Kalle Stropp, Grodan Boll och deras vänner med Thomas Funck börjar sändas i SR, och blir populär även bland vuxna med barnasinnet i behåll [1].

## Radioprogram

### Sveriges Radio
- Tage Danielsson sände sitt första program Sveriges Radio, radiokåseriet Andersson i nedan

## Födda
- 12 januari – Howard Stern, amerikansk radio- och TV-personlighet.

### Fotnoter
1. ↑  20:e århundrades När Var Hur - 1954, Bernt Himmelstedt, Forum, 1999